# Hochwertziel
Ein Hochwertziel bzw. hochrangiges Ziel, oft auch (englisch high-value target (HVT)), ist in der militärischen Fachsprache ein Ziel, das für einen Gegner von besonderer Bedeutung für dessen Erfolg ist. Die Kategorisierung als HVT ergibt sich also aus der Bedeutung des Ziels für den Gegner. Die Identifizierung von HVTs ist Bestandteil der militärischen Zielplanung (englisch targeting). Gleichwohl gibt es keinen Automatismus, dass  HVTs in jedem Fall angegriffen werden. Eine solche Entscheidung unterliegt einer Abwägung für den Einzelfall.
HVTs sind beispielsweise Kommandozentralen, zentrale Logistikeinrichtungen, Depots von Hauptwaffensystemen oder Massenvernichtungswaffen, Rüstungsindustrie und Hersteller von Engpassartikeln, Hersteller und Entwickler von Massenvernichtungswaffen, zentrale Kommunikationseinrichtungen, Netzwerkknoten und Energieversorgungseinrichtungen sowie andere für das Funktionieren eines gegnerischen Systems essentielle Schlüsselinfrastruktur oder -funktionen.
Historische Beispiele für Angriffe auf HVTs sind die alliierten Luftangriffe auf deutsche U-Boot-Bunker und -Werften sowie auf die deutschen Produktionsanlagen für Treibstoff, synthetischen Gummi und Kugellager während des Zweiten Weltkrieges.
Wenn ein Einwirken auf ein HVT einen besonderen Vorteil für die eigene Operationsführung erwarten lässt, dann wird dieses Ziel als High-Pay-off Target (HPT) bezeichnet. Die Kategorisierung als HPT ergibt sich also aus der Bedeutung des Ziels für die eigene Operationsführung.
In den Medien bekannt wurde der Begriff High-Value Target vor allem im Zusammenhang mit der Operation zur Gefangennahme bzw. Tötung von Osama bin Laden und der Veröffentlichung US-amerikanischer Papiere durch Wikileaks und ist seitdem in der Öffentlichkeit eher einseitig und negativ besetzt.

## Bericht „CIA Review of High-Value Target Assassination Programs“
Am 18. Dezember 2014 veröffentlichte Wikileaks den 21-seitigen Rückblick CIA Review of High-Value Target Assassination Programs, der im Juli 2009 fertiggestellt worden war. Der Bericht beschreibt die Operationen in verschiedenen Staaten gegen die Taliban (2001–2009), al-Qaida, FARC, Hisbollah, PLO, Hamas (1972 bis Mitte der 1990er Jahre), Perus Leuchtenden Pfad, die tamilische LTTE (1983-Mai 2009), die IRA (1969–98) und Algeriens FLN (1954–62). Fallstudien stammen aus Tschechien, Libyen, Pakistan und Thailand.